# Sury-ès-Bois
Sury-ès-Bois är en kommun i departementet Cher i regionen Centre-Val de Loire i de centrala delarna av Frankrike. Kommunen ligger  i kantonen Vailly-sur-Sauldre som tillhör arrondissementet Bourges. År 2022 hade Sury-ès-Bois 300 invånare.

## Befolkningsutveckling
Antalet invånare i kommunen Sury-ès-Bois
Referens:INSEE